# Alfa Romeo GT
O GT é um modelo hatch esportivo da Alfa Romeo.
Equipada com motor de 1.9 litros a diesel de 170 cv a 3750 rpm, 33,6 mkgf a 2000 rpm, a nova série especial Blackline III 1.9 JTDM vai de 0 a 100 km/h em 8,2 segundos. Contribuem para a disposição do GT Blackline III a tecnologia commonrail e sistema Q2 auto-blocante, com diferencial de deslizamento limitado Torsen que distribui torque entre as rodas dianteiras conforme a necessidade. Filtro de partícula é um item opcional.
Ao volante há pequenas, mas válidas atrações a se conferir. Por meio de um botão Sport, pode-se mudar o mapeamento do acelerador para um comportamento mais arrojado. Para que as novidades não ficassem todas for a da vista, a Alfa Romeo equipou o GT Blackline III com rodas de aro 18, saída de escapamento cromada dupla e efeito acetinado para retrovisores e grades. Por dentro, pedaleiras de alumínio e revestimento em couro negro, com a parte central dos bancos perfurada, também diferenciam a série especial do cupê.

## Especificações

### Motores
Notas:alfaromeopress.com.
| Modelo:               | 1.8 TS             | 2.0 JTS            | 3.2 V6             | 1.9 JTDm           | 1.9 JTDm (170 cv)  |
| --------------------- | ------------------ | ------------------ | ------------------ | ------------------ | ------------------ |
| Motor:                | I4                 | I4                 | V6                 | I4                 | I4                 |
| Disposição:           | 1747 cc            | 1970 cc            | 3179 cc            | 1910 cc            | 1910 cc            |
| Potência:             | 140 cv (103 kW)    | 165 cv (121 kW)    | 240 cv (177 kW)    | 150 cv (110 kW)    | 170 cv (125 kW)    |
| Torque:               | 163 Nm @ 3900 rpm  | 206 Nm @ 3250 rpm  | 289 Nm @ 4800 rpm  | 305 Nm @ 2000 rpm  | 330 Nm @ 2000 rpm  |
| Velocidade máx.       | 200 km/h (124 mph) | 216 km/h (134 mph) | 243 km/h (151 mph) | 209 km/h (130 mph) | 216 km/h (134 mph) |
| 0–100 km/h            | 10.6 s             | 8.7 s              | 6.7 s              | 9.2 s              | 8.2 s              |
| Emissão de CO2 (g/km) | 202 g/km           | 207 g/km           | 295 g/km           | 159 g/km           | 164 g/km           |

### Consumo de combustível
Notas:carfolio.com, fiatautopress.com, Especificações.
| Modelo:                        | 1.8 TS        | 2.0 JTS       | 3.2 V6        | 1.9 JTDm     | 1.9 JTDm (170 cv) |
| ------------------------------ | ------------- | ------------- | ------------- | ------------ | ----------------- |
| Consumo urbano (l/100 km):     | 12.1 l/100 km | 12.2 l/100 km | 18.6 l/100 km | 8.2 l/100 km | 8.7 l/100 km      |
| Consumo em estrada (l/100 km): | 6.4 l/100 km  | 6.7 l/100 km  | 8.7 l/100 km  | 4.8 l/100 km | 4.8 l/100 km      |
| Consumo combinado (l/100 km):  | 8.5 l/100 km  | 8.7 l/100 km  | 12.4 l/100 km | 6.1 l/100 km | 6.2 l/100 km      |